# 203.ª División de Seguridad (Alemania)
La 203.ª División de Seguridad, era una división de seguridad de retaguardia en la Wehrmacht de la Alemania nazi. La unidad fue desplegada en áreas ocupadas por los alemanes de la Unión Soviética, en la Zona de Retaguardia del Grupo de Ejércitos Centro y fue responsable de crímenes de guerra y atrocidades a gran escala.

## Historial de operaciones
La división se formó en junio de 1942 con la 203.ª Brigada de Seguridad como base, que se formó a su vez en diciembre de 1941. Operaba en la Zona de Retaguardia del Grupo de Ejércitos Centro, las regiones ocupadas de la Unión Soviética detrás de las líneas del frente del Grupo de Ejércitos Centro. Sus funciones incluían la seguridad de las comunicaciones y las líneas de suministro, la explotación económica y la lucha contra los combatientes irregulares (partisanos) en las zonas de retaguardia de la Wehrmacht.
Las llamadas operaciones antipartisanas en zonas "infestadas de bandidos" equivalieron a la destrucción de aldeas, el saqueo y la esclavitud de la población civil. En julio de 1942, la división participó en la Operación Peter. La unidad recibió instrucciones específicas con respecto a las aldeas consideradas "amigas de los bandidos" (aquellas que no cumplían con las cuotas agrícolas). Las tareas de la división consistían en apropiarse del ganado, deportar a la población para trabajos esclavos a Alemania y quemar las aldeas.
La unidad sufrió grandes pérdidas durante la Operación Bagration, la ofensiva de verano del Ejército Rojo en 1944. En octubre de 1944 fue renombrada 203.ª División de Infantería y continuó luchando en el Frente Oriental hasta la rendición de Alemania.